# جسددزدهای بورلی هیلز
جسددزدهای بورلی هیلز (به انگلیسی: Beverly Hills Bodysnatchers) یک فیلم سینمایی آمریکایی در ژانر کمدی محصول سال ۱۹۸۹ میلادی به کارگردانی جاناتان موستو است.